# Белая (Каменецкий район)
Белая (бел. Белая, также — Бела) — деревня в Каменецком районе Брестской области, Республика Беларусь. Входит в состав Каменюкского сельсовета. Население — 41 человек (согласно переписи населения 2019 года).
Находится в пограничной зоне — в 4-х километрах от деревни располагается государственная граница между Республикой Беларусь и Польшей.

## Этимология
Местные жители уверяют, что названия села и реки тесно связаны с дочерью великого князя литовского Витовта, которая любила белый цвет настолько, что летом всегда надевала белый сарафан, а зимой — белые полушубок с шапочкой. По легенде, юная княжна отпраздновала свадьбу в Каменце и поехала со своим суженым в белоснежных свадебных нарядах на белых конях в город Беловежа. Дорогу молодым выстлали льняным полотном, который отбелили пущанские женщины. Якобы участок пути пролегал и через нынешнюю деревню Белую — отсюда и название. Документальных подтверждений сельскому мифу нет. Неизвестно даже, существовала ли тогда эта деревня, ведь впервые она упоминается в документах в 1560 году — то есть через 130 лет после смерти Витовта.

## История
Впервые деревня упоминается в 1560 году.
Во времена Польской Республики деревня Белая была побольше соседних Каменюки. Здесь стояла церковь с большим приходом, работал полицейский участок, почтовое отделение, школа, аптека и продуктовая лавка еврейки. Местечко было преуспевающим. Сюда съезжались жители соседних деревень на заработки.
По результатам переписи населения Польши 1921 года в деревне насчитывалось 14 зданий, проживало 89 человек (47 мужчин и 42 женщины). 5 человек исповедовали католицизм, 77 — православие, 7 — иудаизм. При этом все 89 жителей деревни признавали себя поляками.
Перед началом Великой Отечественной войны в деревне насчитывалось 22 дома, проживало 93 человека. Во время Второй мировой войны немцы сожгли деревню, оставив целыми лишь два дома, был погублен 1 человек. Вместе с деревней сгорел и храм Казанской иконы Божьей матери.

## Население
| Год             | 1921 | 1940 | 1999 | 2009 | 2016 | 2019 |
| --------------- | ---- | ---- | ---- | ---- | ---- | ---- |
| Население, чел. | 89   | ▲93  | ▼42  | ▲48  | ▬ 48 | ▼ 41 |

## Инфраструктура
- Магазин
- Усадьба «Польский маёнтак»[5]

## Галерея
- Въездной знак
- Магазин
- Панорама